# Roland Specht
Roland Specht (* 7. Juni 1968 in Karlsruhe) ist ein ehemaliger deutscher Poker- und Tischtennisspieler.

## Tischtennis
Nach dem Abitur spielte er von 1986 bis 1996 in der 1. und 2. Bundesliga Tischtennis, und zwar bei den Vereinen Mainz (bis 1988), TTC Zugbrücke Grenzau (1988/89), Spvg Steinhagen (1989/90), Eintracht Frankfurt (1990/91), Würzburger Kickers (ab 1991) und um 1996 bei KSG Dortelweil.

## Poker
Über einen Croupiersjob fand er 1997 zum Poker. Er erreichte Top-5-Platzierungen bei Turnierevents in Bad Homburg, Wiesbaden, Baden-Baden, 3. Platz in Bregenz 2002 Omaha Pot Limit und gewann das Main Event / Sieger Gesamtwertung Velden Wörthersee Trophy 2005.
2006 war er mit der deutschen Nationalmannschaft unter Michael Keiner bei internationalen Wettkämpfen erfolgreich. Seinen letzten Turniererfolg hatte er 2009.